# Guyuan
Pour les articles homonymes, voir Guyuan (homonymie).
Guyuan (chinois : 固原市 ; pinyin : gùyuán shì) est une ville-préfecture de la région autonome du Ningxia, en Chine.

## Démographie
La population de la préfecture était estimée à 1 510 000 habitants en 2004.

## Subdivisions administratives
La ville-préfecture de Guyuan exerce sa juridiction sur cinq subdivisions - un district et quatre xian :
- le district de Yuanzhou - 原州区, yuánzhōu qū ;
- le xian de Xiji - 西吉县, xījí xiàn ;
- le xian de Longde - 隆德县, lóngdé xiàn ;
- le xian de Jingyuan - 泾源县, jīngyuán xiàn ;
- le xian de Pengyang - 彭阳县, péngyáng xiàn.

## Transports

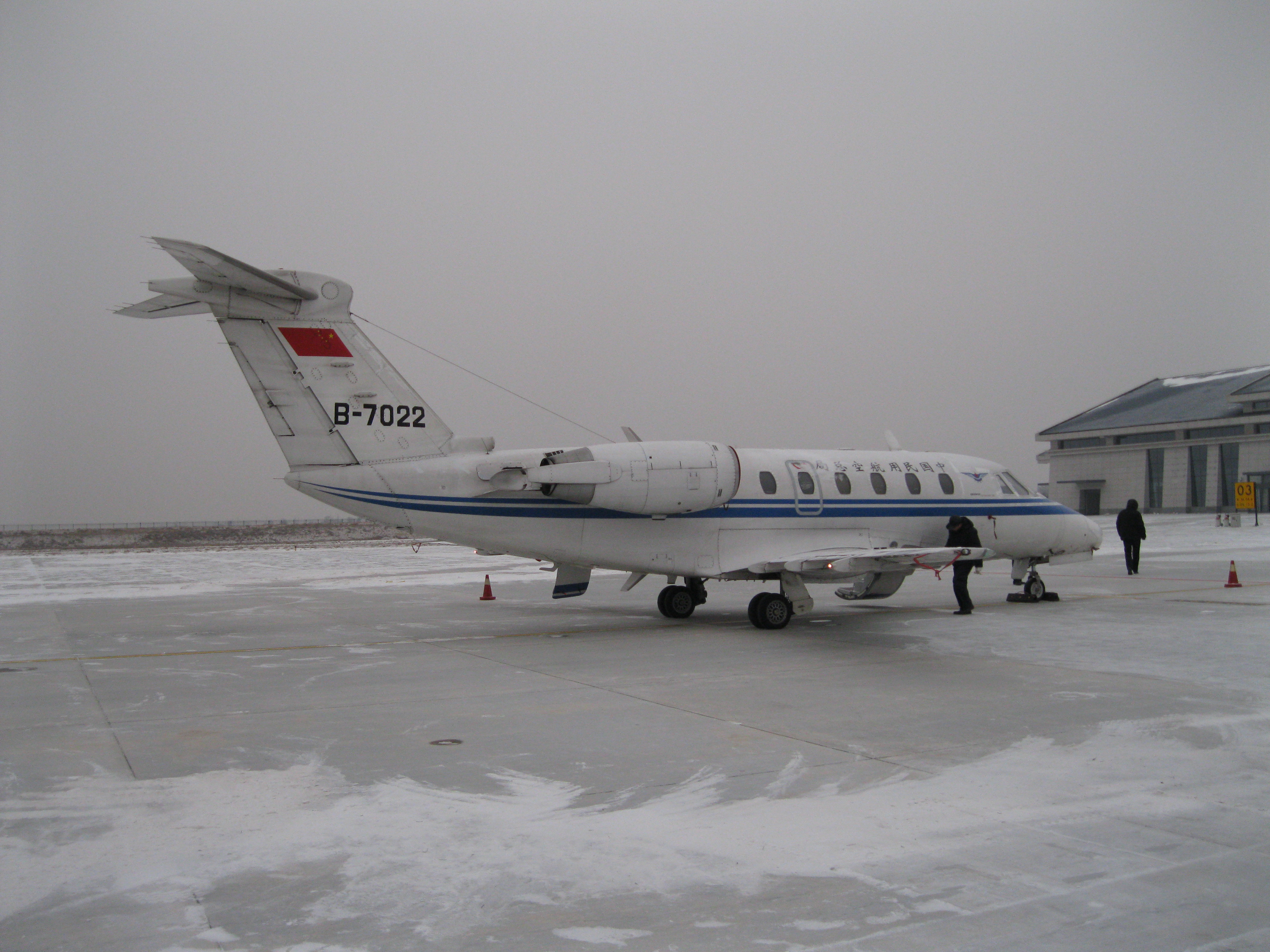
Cassena 650 Citation VI CAAC sur l'aéroport de Guyan

La ville est desservie par l'Aéroport de Guyuan Liupanshan